# Заводський провулок (Київ, Жовтневий район)
Заводський прову́лок — зниклий провулок, існував у Жовтневому, нині Солом'янському районі міста Києва, місцевість Казенні дачі. Пролягав від проспекту Берестейського до Смоленської вулиці (тепер — вулиця Сім'ї Бродських).

## Історія
Виник у 1-й третині XX століття під назвою Ливарний. Назву Заводський вперше зафіксовано планом міста 1935 року. 
Точний час зникнення наразі невідомий, це відбулося, ймовірно, у 1960—1970-х роках. Дотепер траса колишнього провулку частково простежується між будинками, а на ділянці між вулицею Сім'ї Бродських та Польовим провулком має вигляд повноцінного вуличного проїзду. Тож частина колишнього Заводського провулку фізично існує й дотепер.